# Larca chamberlini
Espèce
Larca chamberlini est une espèce de pseudoscorpions de la famille des Larcidae.

## Distribution
Cette espèce est endémique des États-Unis. Elle se rencontre en Oregon et Californie.

## Description
Le mâle holotype mesure 1,92 mm et la femelle paratype 1,84 mm.

## Étymologie
Cette espèce est nommée en l'honneur de Joseph Conrad Chamberlin.

## Publication originale
- Benedict & Malcolm, 1978 : Some garypoid false scorpions from western North America (Pseudoscorpionida: Garypidae and Olpiidae). Journal of Arachnology, vol. 5, p. 113-132 (texte intégral).